# Даниловская волость (Олонецкая губерния)
Даниловская во́лость — историческая административно-территориальная единица (волость) в составе Повенецкого уезда Олонецкой губернии Российской Империи и РСФСР. Упразднена в 1927 году.
Волость состояла из 39 населённых пунктов (на 1905 год). Волостное правление располагалось в селении Данилова. В настоящее время территория Даниловской волости относится в основном к Медвежьегорскому району Карелии.

## География
Самым удалённым от волостного правления поселением было Набосельга (83 версты).

## История
В ходе реформы административно-территориального деления СССР в 1927 году волость была упразднена, а её территория разделена между Повенецким и Шальским районами.

## Состав

### Сельские общества
В состав волости входили следующие сельские общества, включающие 39 деревень:
- Водлозерское общество
- Даниловское общество
- Челмужское обельное вотчинное общество
- Челмужское общество

### Населённые пункты
| Водлозерское общество                                                          |       |         |       |              |
| Поселение                                                                      | Семей | Человек | До ВП | Школа        |
| Тихвиноборский погост (Видлозеро 1-е и 2-е и Данилово 2-е) при озере Видлозере | 30    | 200     | 21    | Есть         |
| Волозеро при озере Волозере                                                    | 20    | 152     | 31    | В 10 верстах |
| Тагозеро при озере Тагозере                                                    | 7     | 36      | 17    | В 17 верстах |
| Вонгозеро при озере Вонгозере                                                  | 1     | 8       | 19    | В 19 верстах |
| Якушова гора при озере Масельском                                              | 1     | 6       | 17    | В 17 верстах |
| Куккозеро при озере Масельском                                                 | 1     | 1       | 26    | В 26 верстах |
| Остречье при озере Остречье                                                    | 3     | 9       | 26    | В 26 верстах |
| Пурнозеро при озере Пурнозере                                                  | 5     | 41      | 21    | В 21 версте  |
| Пельяки при реке Возрице                                                       | 4     | 41      | 33    | В 12 верстах |
| Пигматка при озере Онего                                                       | 3     | 21      | 46    | В 17 верстах |
| Габсельга при реке Ижмуксе                                                     | 25    | 148     | 57    | Есть         |
| Лобское при озере Лобском                                                      | 10    | 57      | 42    | В 14 верстах |
| Итого                                                                          | 110   | 720     |       | 2            |

| Даниловское общество                             |       |         |       |              |
| Поселение                                        | Семей | Человек | До ВП | Школа        |
| Николаевско-Ладожский погост при озере Габшезере | 12    | 63      | 55    | Есть         |
| Немозеро при озере Немозере                      | 12    | 95      | 78    | В 23 верстах |
| Укшезеро при озере Укшезере                      | 11    | 77      | 76    | В 26 верстах |
| Вених-озеро при озере Вених-озере                | 7     | 30      | 63    | В 13 верстах |
| Кунос-озеро при озере Кунос-озере                | 7     | 44      | 40    | В 13 верстах |
| Тервозеро при озере Тервозере                    | 3     | 14      | 37    | В 19 верстах |
| Корельский бор при реке Выг                      | 5     | 12      | 24    | В 16 верстах |
| По Выгу реке при реке Выг                        | 1     | 3       | 20    | В 12 верстах |
| По Лексы реке при реке Лексе                     | 3     | 20      | 24    | В 9 верстах  |
| Сергиева при реке Выг                            | 11    | 94      | 10    | В 10 верстах |
| Березовка при реке Выг                           | 9     | 39      | 9     | В 9 верстах  |
| Данилова при реке Выг                            | 26    | 143     | 0     | Есть         |
| Лекса при реке Лексе                             | 18    | 110     | 22    | Есть         |
| Марковская при реке Выг                          | 3     | 21      | 21    | В 12 верстах |
| Верхний Шелтопорог при реке Выг                  | 10    | 68      | 13    | В 13 верстах |
| Нижний Шелтопорог при реке Выг                   | 8     | 43      | 20    | В 20 верстах |
| Огорелыши (Михеевы) при озере Михееве            | 2     | 2       | 5     | В 5 верстах  |
| Огорелыши при реке Шелте                         | 1     | 11      | 8     | В 8 верстах  |
| Сулот-озеро при озере Сулот-озере                | 4     | 37      | 20    | В 20 верстах |
| Кодозеро при озере Кодозере                      | 12    | 76      | 60    | В 16 верстах |
| Тамбич-озеро при озере Тамбич-озере              | 12    | 69      | 50    | В 23 верстах |
| Тамбица при реке Тамбице                         | 3     | 27      | 75    | В 30 верстах |
| Итого                                            | 180   | 1098    |       | 3            |

| Челмужское обельное вотчинное общество                         |       |         |       |       |
| Поселение                                                      | Семей | Человек | До ВП | Школа |
| Исаковское (Смежное с деревней Верховье) при устье реки Немины | 9     | 55      | 56    | Есть  |
| Итого                                                          | 9     | 55      |       | 1     |

| Челмужское общество                                                  |       |         |       |                   |
| Поселение                                                            | Семей | Человек | До ВП | Школа             |
| Набосельга при озере Набосельском                                    | 1     | 9       | 83    | В 27 верстах      |
| Иссельга при реке Иссельге                                           | 6     | 25      | 76    | В 21 версте       |
| Маркова горка при устье реки Немины                                  | 10    | 46      | 56    | В смежном селении |
| Верховье (Кручиха, Броды, Хухорова и Верховье) при устье реки Немины | 31    | 198     | 56    | В смежном селении |
| Итого                                                                | 48    | 278     |       | 0                 |

## Население
На 1890 год численность населения волости составляла 1898 человек.
На 1905 год численность населения составляла 2151 человек. Самое многочисленное селение — Тихвиноборский погост (Видлозеро 1-е и 2-е и Данилово 2-е) (200 жителей), а самое малочисленное — Куккозеро (1 житель).

## Инфраструктура
Основа экономики — сельское хозяйство. В 1905 году в волости насчитывалось 316 лошадей, 462 коровы и 1037 голов прочего скота.
В волости в 1905 году было 6 школ: в селениях Тихвиноборский погост (Видлозеро 1-е и 2-е и Данилово 2-е), Габсельга, Николаевско-Ладожский погост, Данилова, Лекса и Исаковское (Смежное с деревней Верховье). В среднем на 359 человек приходилась 1 школа. Дальше всего до школы было добираться из селения Тамбица (30 вёрст). В пределах пяти вёрст от ближайшей школы находилось 8 поселений общей численностью 963 жителя (44,77 %).